# Gracin Bakumanya
Gracin Bakumanya (Kinshasa, 27 de julio de 1997) es un baloncestista congoleño que actualmente pertenece a la plantilla del Club Baloncesto Zamora de Liga LEB Plata. Con 2,11 metros de estatura, juega en la posición de pívot.

## Trayectoria deportiva

### Primeros años
Llegó a España en el verano de 2011, con 14 años y sin experiencia previa en ningún club de su país, a un campus organizado por la Agrupación Deportiva de Torrelodones, y se quedó a vivir en el país. En su primera temporada fueron subcampeones de la Comunidad de Madrid y sextos en el Campeonato de España. En su primer partido de la Final Four madrileña consiguió 14 puntos, 23 rebotes y 4 tapones. En 2013 se marchó a Estados Unidos para jugar en un high school, eligiendo finalmente el Pantego Christian Academy en Arlington, Texas, pero problemas con el idioma hicieron que su estancia no se alargara.

### Profesional
Regresó a Europa y residió un tiempo en Bélgica antes de unirse al Olympique Antibes francés. Entre 2014 y 2016 jugó sobre todo con el Antibes Espoirs, el equipo junior de la entidad, con los que en la temporada 2015-16 promedió 14,3 puntos y 8,5 rebotes por partido. Debutó también con el primer equipo, disputando unos pocos minutos en dos encuentros.
Se presentó al Draft de la NBA de 2016, pero no fue elegido. En el mes de julio se unió a los Houston Rockets para disputar las Ligas de Verano. en el mes de septiembre firmó con los Phoenix Suns para disputar la pretemporada, pero fue posteriormente despedido el 1 de octubre, sin comenzar a competición.
En 31 de octubre fichó por los Northern Arizona Suns de la NBA D-League como jugador afiliado de Phoenix para disputar la temporada 2016/17. Participó en 35 partidos en los que promedió 2.9 puntos y 3.5 rebotes. Comenzó la temporada 2017/18 siendo elegido por los Wisconsin Herd en el Draft de expansión de la liga de desarrollo norteamericana, pero abandonó el equipo tras disputar únicamente 4 partidos. 
En 2018/19 ficha con el KK Spartak Subotica de la liga serbia. Disputa 25 encuentros alcanzando medias de 7 puntos, 7.2 rebotes y 1.3 tapones, destacando entre los mejores jugadores de la competición en estas dos últimas facetas. 
Inicia la temporada 2019/20 en las filas del KK Vrijednosnice Osijek de la liga croata. Sin llegar a debutar, termina firmando con el Toufarghan de la segunda división iraní, registrando promedios de 14.5 puntos, 8.7 rebotes y 1.5 tapones. 
En marzo de 2020 firmó con el Ferroviario de Maputo, club de la liga de Mozambique. No llegó a debutar debido a la cancelación de la competición como consecuencia de la pandemia de coronavirus.
El 24 de agosto de 2021, firma por el Levitec Huesca de la Liga LEB Oro.
El 15 de noviembre de 2021, se compromete con el Club Baloncesto Zamora de Liga LEB Plata.